# تاريخ اليهود في أمريكا اللاتينية ومنطقة البحر الكاريبي
بدأ تاريخ اليهود في أمريكا اللاتينية مع الكونفرسوس الذين انضموا إلى البعثات الإسبانية والبرتغالية المتجهة نحو القارتين. أدى مرسوم الحمراء لعام 1492 إلى التحول الجماعي ليهود إسبانيا إلى الكاثوليكية وطرد أولئك الذين رفضوا القيام بذلك. لم يذهب غالبية الكونفرسوس رغم ذلك إلى العالم الجديد، وبقوا في إسبانيا يستوعبون ببطء الثقافة الكاثوليكية السائدة. يرجع ذلك إلى اشتراط قوانين نقاوة الدم في إسبانيا تقديم وثائق مكتوبة عن النسب المسيحي القديم من أجل السفر إلى العالم الجديد. جاء رغم ذلك اليهود الأوائل في بعثة كريستوفر كولومبوس الأولى، بمن فيهم رودريغو دي تريانا ولويس دي طوريس.
هاجر، رغم ذلك، عدد من عائلات الكونفرسوس، خلال القرنين الخامس عشر والسادس عشر، إلى هولندا وفرنسا وأخيرًا إيطاليا، حيث انضموا إلى بعثات أخرى متجهة إلى الأمريكتين. هاجر آخرون إلى إنجلترا أو فرنسا ورافقوا المستعمرين كباعة وتجار. تأسست، بحلول أواخر القرن السادس عشر، جاليات يهودية، تمتهن كل شيء، بالمستعمرة البرتغالية في البرازيل، ومستعمرات سورينام وكوراساو الهولندية، ومستعمرة سانتو دومينغو الإسبانية، ومستعمرات جامايكا وبربادوس الإنجليزية. تواجدت، بالإضافة إلى ذلك، جاليات غير منظمة من اليهود في الأراضي الإسبانية والبرتغالية، حيث نشطت محاكم التفتيش، وكذلك في كولومبيا وكوبا وبورتوريكو والمكسيك وبيرو. تشكلت كثير من هذه الجاليات من اليهود المتخفين الذين أخفوا هويتهم عن السلطات عمومًا.
بحلول منتصف القرن السابع عشر، كانت أكبر الجاليات اليهودية في نصف الأرض الغربي تقع في سورينام والبرازيل. ازدهرت العديد من الجاليات اليهودية في منطقة البحر الكاريبي وأمريكا الوسطى والجنوبية، ولا سيما في المناطق التي كانت تحت السيطرة الهولندية والإنجليزية، إذ كانت أكثر تسامحًا. ذهب المزيد من المهاجرين إلى هذه المنطقة كجزء من هجرة اليهود الجماعية من أوروبا الشرقية في أواخر القرن التاسع عشر. هاجر الكثير من اليهود الأشكناز، خلال الحرب العالمية الثانية وبعدها، إلى أمريكا الجنوبية طلبًا للجوء. يعيش أقل من 300,000 يهودي في أمريكا اللاتينية خلال القرن الحادي والعشرين. يتمركز هؤلاء في الأرجنتين والبرازيل وتشيلي والمكسيك، مع اعتبار الأرجنتين مركز السكان اليهود في أمريكا اللاتينية.

## الأرجنتين
استقر اليهود الفارون من محاكم التفتيش في الأرجنتين، حيث تزوجوا من النساء الأصليات. اعتبر الكثيرون أن التجار والمهربين البرتغاليين في ملكية ريو دي لا بلاتا البديلة يهودًا متخفين، ولكن لم تظهر أي جالية يهودية بعد استقلال الأرجنتين. بدأ المزيد من اليهود، وخاصة من فرنسا، بعد عام 1810 (ومنتصف القرن التاسع عشر تقريبًا)، في الاستقرار في الأرجنتين. كان العديد من المهاجرين اليهود، بحلول نهاية القرن التاسع عشر في الأرجنتين، كما هو الحال في أمريكا، قادمين من أوروبا الشرقية (وخاصة روسيا وبولندا) هاربين من الاضطهاد القيصري. أُطلق عليهم حال وصولهم اسم «الروس» في إشارة إلى منطقتهم الأصلية.
هاجر أفراد وعائلات يهودية من أوروبا إلى الأرجنتين قبل الحرب العالمية الثانية وبعدها، في محاولة للهروب من الهولوكوست ومعاداة السامية الناجمة عن الحرب. يعيش الآن في الأرجنتين ما بين 250,000 و300,000 يهودي، وتقيم الغالبية العظمى منهم في مدينة بوينس آيرس، وروساريو، وقرطبة، ومندوزا، ولابلاتا، وسان ميغيل دي توكومان. لدى الأرجنتين ثالث أكبر جالية يهودية في الأمريكتين بعد الولايات المتحدة وكندا، وسادس أكبر جالية يهودية في العالم. لدى أكثر من مليون أرجنتيني، وفقًا لاستطلاعات حديثة، جد واحد على الأقل من أصل يهودي. تحظى الجالية اليهودية الأرجنتينية، بصورة قانونية، بسبعة أيام عطلة في السنة، إذ يُحتفل بيومي عيد روش هاشناه ويوم الغفران، واليوم الأول والأخير من عيد الفصح، وفقا للقانون 26,089.

## بوليفيا
بدأ الوجود اليهودي في بوليفيا في بداية فترة الاستعمار الإسباني. أسس نوفلو دي تشافيز، رفقة مجموعة صغيرة من الرواد، بينهم عدة يهود متخفين من أسونسيون وبوينس آيرس، مدينة سانتا كروز دي لا سييرا عام 1557. عُرفت المدينة بأنها ملاذ آمن لليهود إبان إقامة محاكم التفتيش في المنطقة.
وصلت الموجة الثانية من الكونفرسوس إلى سانتا كروز دي لا سييرا بعد عام 1570، عندما بدأت محاكم التفتيش الإسبانية العمل في ليما. استقر المارانوس (أي المسيحيين الجدد الذين اشتبه آخرون عن صواب أو خطأ في أنهم يهود متخفين)، في بوتوسي ولاباز ولابلاتا. تعرضوا للتشكيك والاضطهاد من محاكم التفتيش والسلطات المحلية، بعد أن حققوا نجاحًا اقتصاديًا في التعدين والتجارة. انتقلت معظم عائلات المارانوس إلى سانتا كروز دي لا سييرا، إذ كانت مستوطنة حضرية معزولة، وحيث لم تتعرض محاكم التفتيش للكونفرسوس. كان معظم المستوطنين الكونفرسوس من الرجال، وتزوج العديد منهم من نساء ينتمين للسكان الأصليين أو الميستيثو، مؤسسين عائلات ميستيثوية آو مختلطة الأعراق. استقر الكونفرسوس كذلك في مدن مجاورة مثل فاليجراند، وبوسترفالي، وبورتاشويلو، وتريفينتو، وبوكارا، كوتوكا، وغيرها.
العديد من عائلات سانتا كروز الأقدم ذات أصول يهودية جزئية، ولا تزال بعض آثار الثقافة اليهودية موجودة في التقاليد العائلية والعادات المحلية. على سبيل المثال، لدى بعض العائلات شموع ذات سبعة فروع متوارثة من العائلة، أو عادة إشعال الشموع يوم الجمعة عند غروب الشمس. يمكن إعداد جميع الأطباق المحلية النموذجية وفقًا لممارسات الكوشر (لا خلط للحليب واللحوم، مع تقديم لحم الخنزير، ولكن لا يُخلط مع أطعمة أخرى). يختلف العلماء حول مصدر وحداثة هذه الممارسات. يدعي بعض أحفاد هذه الأسر، بعد ما يقرب من خمسة قرون، إدراكهم للأصول اليهودية، ولكنهم يتبعون الكاثوليكية (في حالات معينة إلى جانب بعض التوفيق مع المعتقدات اليهودية).
هاجر، منذ الاستقلال في عام 1825 وحتى نهاية القرن التاسع عشر، بعض الباعة والتجار اليهود (اليهود السفارديم أو اليهود الأشكناز على حد سواء) إلى بوليفيا. اتخذ معظمهم من النساء المحليات زوجات، وأسسوا عائلات اندمجت في نهاية المطاف في المجتمع الكاثوليكي السائد. كان هذا هو الحال غالبًا في المناطق الشرقية من سانتا كروز، وتاريخا، وبيني وباندو، حيث جاء هؤلاء التجار من البرازيل أو الأرجنتين.
بدأ استيطان يهودي كبير في بوليفيا خلال القرن العشرين. استقرت جماعة من اليهود الروس، أعقبتها جماعة من اليهود الأرجنتينيين، في بوليفيا عام 1905. تشير التقديرات، في عام 1917، إلى تواجد ما بين 20 إلى 25 جماعة تجاهر باعتناقها لليهودية في البلاد. تواجد، بحلول عام 1933، حين بدأ العصر النازي في ألمانيا، 30 عائلة يهودية. حدثت أول هجرة يهودية كبيرة خلال ثلاثينيات القرن العشرين، فارتفع عدد السكان إلى ما يقدر بنحو 8000 نسمة في نهاية عام 1942. هاجر 2200 يهودي من بوليفيا إلى بلدان أخرى خلال أربعينيات القرن العشرين. أنشأ من تبقى منهم جاليات محلية في لاباز، وكوتشابامبا، وأورورو، وسانتا كروز، وسوكري، وتاريخا، وبوتوسي. هاجر عدد قليل من اليهود البولنديين إلى بوليفيا بعد الحرب العالمية الثانية.
تبقى اليوم نحو 700 يهودي في بوليفيا. يوجد معابد يهودية في مدن سانتا كروز دي لا سييرا، ولاباز، وكوتشابامبا. يعيش معظم اليهود البوليفيين في سانتا كروز دي لا سييرا.